# Прикордонний пес Алий
«Прикордонний пес Алий» (рос. «Пограничный пёс Алый») — радянський художній фільм 1979 року за оповіданням Юрія Коваля «Алий».

## Сюжет
Льоша Кошкін дуже хотів служити на кордоні і отримати службову собаку. Мрія збулася: він потрапив в учебку, де йому дістався чудовий пес — східноєвропейська вівчарка, якій потрібно було дати кличку на букву «А». Кошкін назвав пса Алий, і почалася для них справжня військова служба на прикордонній заставі, під час якої Алий врятував життя свого господаря…

## У ролях
- Володимир Дубровський — Льоша Кошкін
- Василь Купріянов — барабулька
- Віктор Косих — капітан Єлісєєв
- Володимир Герасимов — Маслаков
- Олександр Казаков — прапорщик Микола Бубенцов
- Артур Ніщенкин — прапорщик в учебці
- Яна Друзь — дружина начальника застави
- Нартай Бегалін — порушник кордону
- Ігор Косухін — порушник кордону
- Олександр Курінний — епізод
- Олександр Сілін — епізод

## Знімальна група
- Автор сценарію: Володимир Голованов
- Режисер-постановник: Юлій Файт
- Оператор-постановник: Олександр Масс
- Композитор: Шандор Каллош
- Автор пісень: Юрій Коваль
- Художник-постановник: Олександр Вагічев